# Министерство здравоохранения Пакистана
Министерство здравоохранения Пакистана несет ответственность за систему здравоохранения Пакистана. 
Федеральное министерство здравоохранения осуществляет несколько проектов службы здравоохранения на национальном уровне, таких как Национальная программа по планированию семьи и первичной медицинской помощи, ликвидация полиомиелита, программы борьбы с малярией, Национальная программа здоровья матерей, новорожденных и детей, Расширенная программа иммунизации, Национальная Программа по профилактике и борьбе с гепатитами, Национальная программа по борьбе с туберкулезом